# Správní obvod obce s rozšířenou působností Slaný

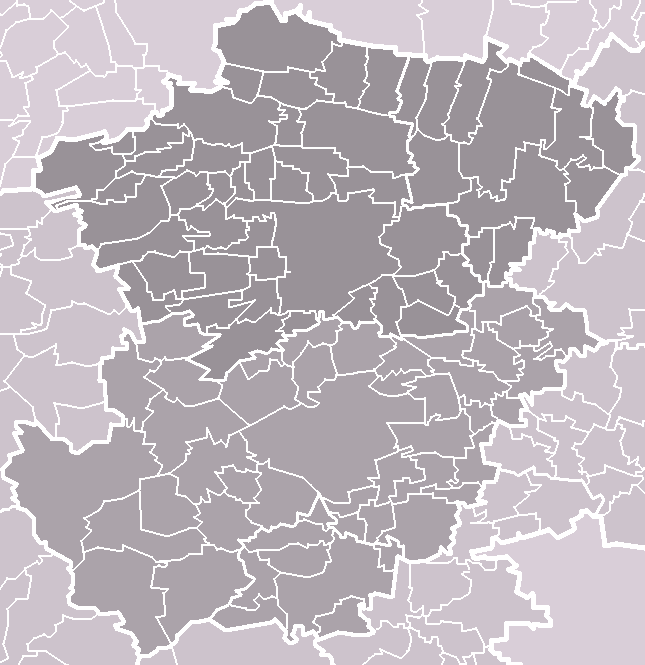
Správní obvod ORP Slaný (tmavě) v rámci okresu Kladno

Správní obvod obce s rozšířenou působností Slaný je od 1. ledna 2003 jedním ze dvou správních obvodů rozšířené působnosti obcí v okrese Kladno ve Středočeském kraji. Čítá 52 obcí a zahrnuje severní část kladenského okresu.
Hraničí se správními obvody obcí s rozšířenou působnosti Kladno (jih), Kralupy nad Vltavou (východ), Roudnice nad Labem (sever, Ústecký kraj), Louny (severozápad, Ústecký kraj) a Rakovník (jihozápad).
Města Slaný a Velvary jsou obcemi s pověřeným obecním úřadem.

## Seznam obcí
Poznámka: Města jsou vyznačena tučně, městyse kurzívou, části obcí malince.
- Beřovice (Bakov, Beřovice)
- Bílichov
- Černuc (Bratkovice, Černuc, Miletice, Nabdín)
- Drnek
- Dřínov (Drchkov, Dřínov)
- Hobšovice (Hobšovice, Skůry)
- Hořešovice
- Hořešovičky
- Hospozín (Hospozín, Hospozínek)
- Hrdlív
- Chržín (Budihostice, Dolní Kamenice, Chržín)
- Jarpice (Budenice, Jarpice)
- Jedomělice
- Jemníky
- Kamenný Most
- Klobuky (Čeradice, Klobuky, Kobylníky, Kokovice, Páleček)
- Kmetiněves
- Knovíz
- Královice
- Kutrovice
- Kvílice
- Ledce
- Libovice
- Líský
- Loucká
- Malíkovice (Čanovice, Hvězda, Malíkovice)
- Neprobylice
- Neuměřice
- Páleč
- Plchov
- Podlešín
- Poštovice
- Pozdeň (Hřešice, Pozdeň)
- Přelíc
- Řisuty
- Sazená
- Slaný (Blahotice, Dolín, Kvíc, Kvíček, Lotouš, Netovice, Otruby, Slaný, Trpoměchy, Želevčice)
- Smečno
- Stradonice
- Studeněves
- Šlapanice (Budeničky, Šlapanice)
- Třebíz
- Tuřany (Byseň, Tuřany)
- Uhy
- Velvary (Ješín, Malá Bučina, Velká Bučina, Velvary)
- Vraný (Horní Kamenice, Lukov, Vraný)
- Vrbičany
- Zichovec
- Zlonice (Břešťany, Lisovice, Tmáň, Vyšínek, Zlonice)
- Zvoleněves
- Želenice
- Žižice (Drnov, Luníkov, Osluchov, Vítov, Žižice)

## Obyvatelstvo
| Rok  | Obyv.  | ± %     |
| ---- | ------ | ------- |
| 1869 | 37 951 | —       |
| 1880 | 42 446 | +11,8 % |
| 1890 | 45 313 | +6,8 %  |
| 1900 | 47 943 | +5,8 %  |
| 1910 | 49 793 | +3,9 %  |

| Rok  | Obyv.  | ± %     |
| ---- | ------ | ------- |
| 1921 | 48 974 | −1,6 %  |
| 1930 | 49 336 | +0,7 %  |
| 1950 | 40 310 | −18,3 % |
| 1961 | 41 086 | +1,9 %  |
| 1970 | 39 040 | −5 %    |

| Rok  | Obyv.  | ± %    |
| ---- | ------ | ------ |
| 1980 | 38 350 | −1,8 % |
| 1991 | 36 451 | −5 %   |
| 2001 | 36 720 | +0,7 % |
| 2011 | 38 741 | +5,5 % |
| 2021 | 40 702 | +5,1 % |